# Libertà di contratto
In economia politica, per libertà di contratto (o contrattualismo) si intende la libertà, da parte di individui e organizzazione, di negoziare e stipulare contratti senza interferenze e restrizioni da parte del governo. Il principio della libertà di contratto si può considerare come un'applicazione di quello più generale del laissez-faire economico, ed è sposato da numerose correnti politiche, filosofiche ed economiche di stampo liberista, liberale o libertarianista. 
| Controllo di autorità | GND (DE) 4128153-6 |